# Steve’s Buggies
Steve’s Buggies war ein südafrikanischer Hersteller von Automobilen und Kit Cars.

## Unternehmensgeschichte
Das Unternehmen wurde 1983 in Amanzimtoti zur Automobilproduktion gegründet. Der Markenname lautete Steve’s Buggies. Die Produktion endete, als Gobex das Unternehmen übernahm. Das war je nach Quelle 2006 oder 2007.

## Fahrzeuge
Im Angebot standen überwiegend VW-Buggies, die auf dem Fahrgestell vom VW Käfer basierten. Der Jasper hatte das ungekürzte Fahrgestell mit 240 cm Radstand, während es beim Scorpio auf 200 cm gekürzt wurde. Ein anderes Modell mit 203 cm Radstand ähnelte dem Jeep CJ.